# Siddhasana

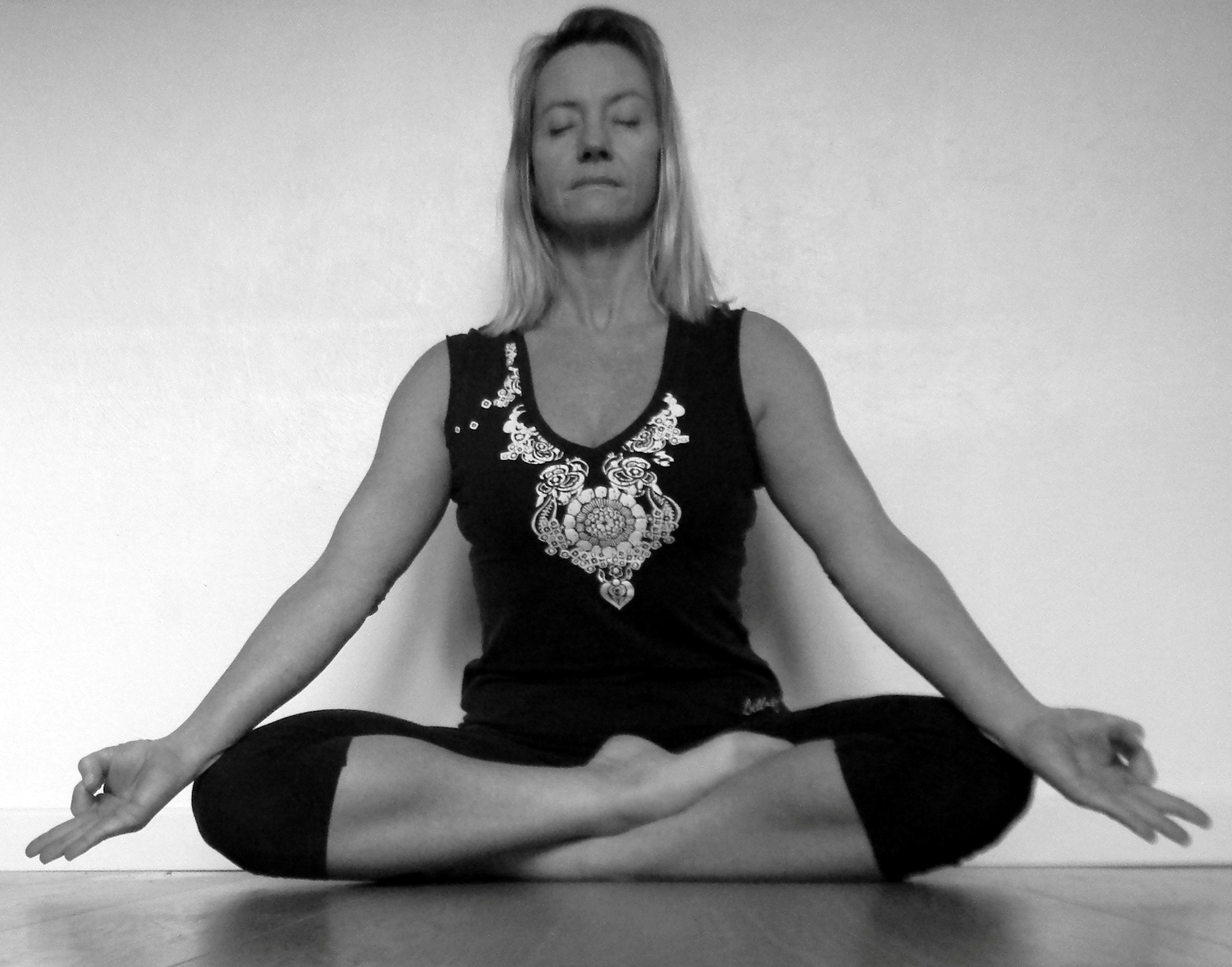
Siddhasana

Siddhasana, Sanskriet voor Perfecte Houding (Engels: Perfect Pose of Accomplished Pose), is een veelvoorkomende houding of asana, in yoga, het boeddhisme en hindoeïsme. Andere namen voor deze houding zijn Svastikasana (Gunstige Houding), Muktasana (Houding van Vrijheid) en Guptasana (Houding van Gupta). De Perfecte Houding is asana 710 op de wandkaart met 908 yogahoudingen van Dharma Mittra.
| Sanskriet | vertaling                     |
| siddha    | voldaan, perfect              |
| svastika  | gunstig                       |
| mukta     | vrijheid                      |
| Gupta     | zoon van Krishna en Lakshmana |
| asana     | houding (letterlijk: 'zit')   |

De bekendste meditatiehouding is de kleermakerszit, ook wel Lotushouding of Padamasana genoemd. Andere op de Siddhasana gelijkende houdingen zijn de Baddha konasana, Sukkasana en de Vajrasana.
Aan deze houdingen wordt een gezonde werking toegeschreven in de hatha-yoga. Van de Siddhasana wordt beweerd dat het de energie van de lage psychische centra door de rug naar boven leidt, waarbij het de hersenen en het zenuwstelsel kalmeert.